# Кушитски језици
Кушитски језици су огранак афроазијских језика. Језици ове групе заступљени су на рогу Африке, у Кенији, Танзанији, Судану и делу Египта. Највећи број говорника има оромо језик (35 милиона говорника), а следе га сомали са 15 милиона говорника и сидамо у Етиопији (2 милиона).
Постоји више подела кушитских језика на под-огранке. Једини не-контроверзни огранак је Агав огранак (централни кушитски језици), који у свим поделама чини засебни огранак. Беџа језик (северни кушитски језик) се понекад рачуна као посебан језик. Још неколико језика нема јасну позицију у оквиру кушитских језика: Дулај језици и Јааку језик, на пример.
Неки лингвисти третирају омотске језике као део кушитских језика. Омотски језици су некада називани западни кушитски језици. Већина лингвиста, ипак, омотске језике сврстава изван кушитске групе, а неки их сматрају засебном језичком породицом, тј, сматрају да омотски језици нису уопште генетски повезани са афроазијским језицима.